# Dooly County
Dooly County is een county in de Amerikaanse staat Georgia.
De county heeft een landoppervlakte van 1.018 km² en telt 11.525 inwoners (volkstelling 2000). De hoofdplaats is Vienna.

## Bevolkingsontwikkeling

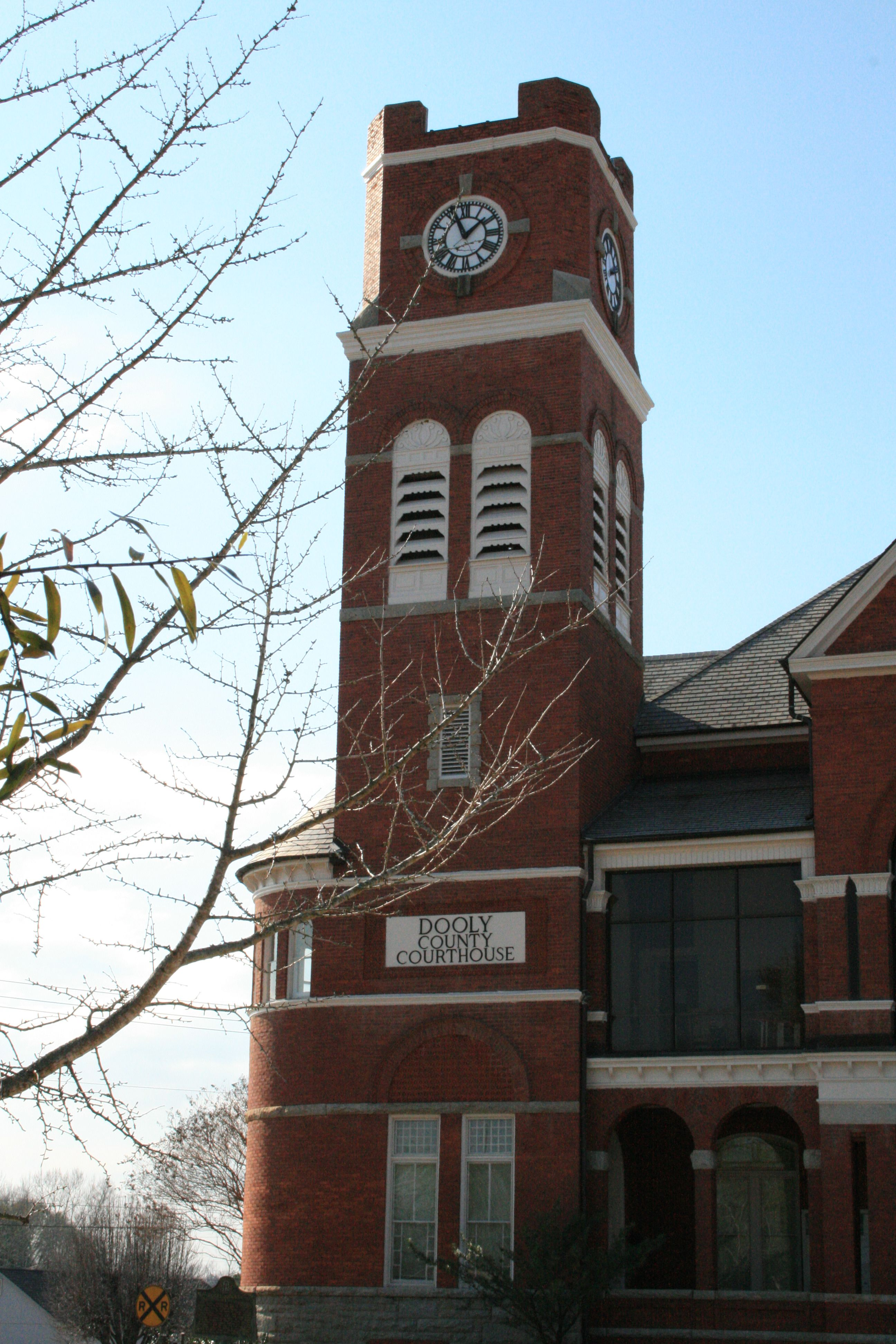
Dooly County Courthouse